# Rudolf G. Binding

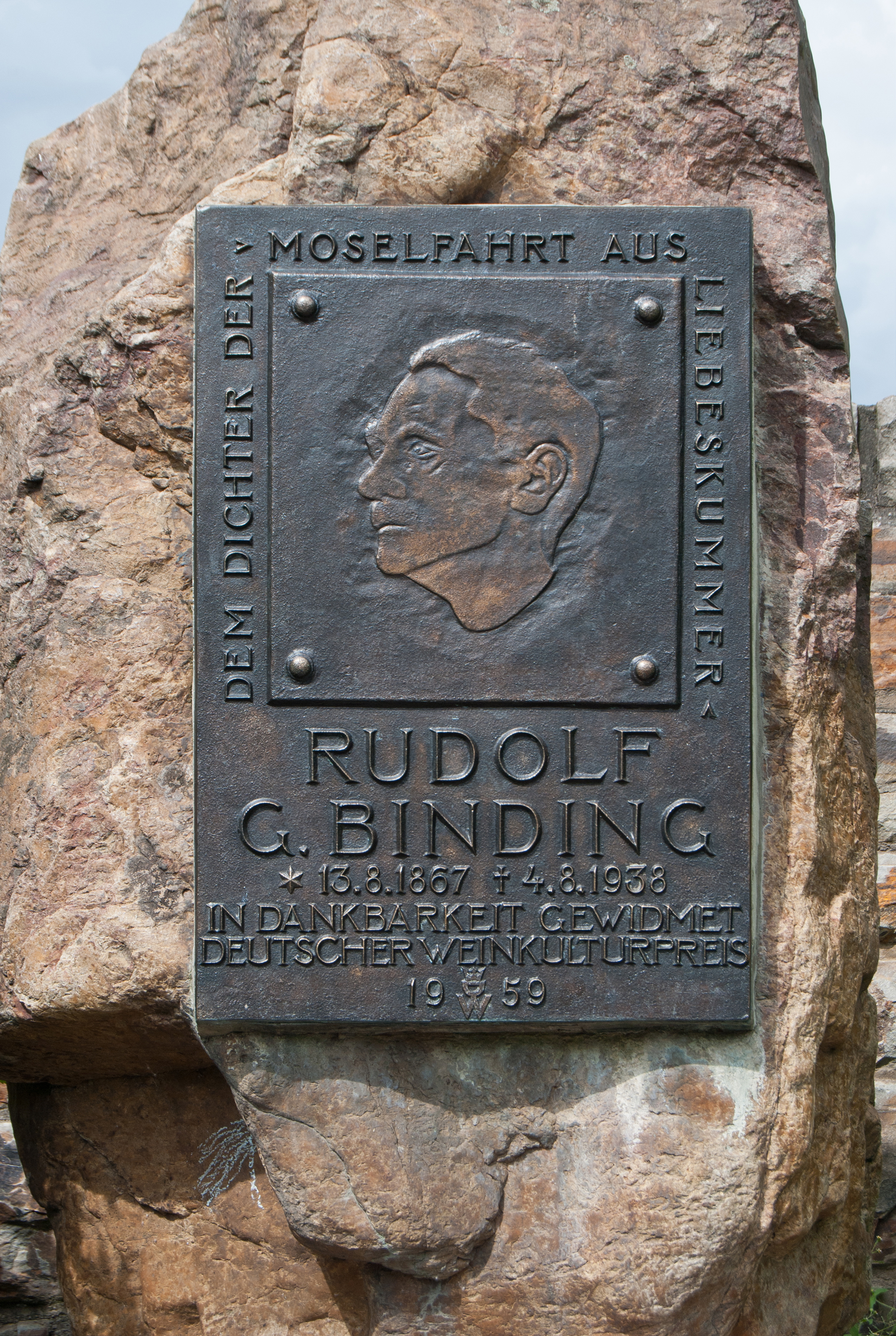
Placă la memorialul Rudolf G. Binding din Traben-Trarbach

Rudolf Georg Binding (n. 13 august 1867, Basel, Elveția – d. 4 august 1938, Starnberg, Bavaria, Reich-ul German) a fost un scriitor german și susținător al lui Adolf Hitler.

## Biografie
El s-a născut la Basel, în Elveția. A studiat medicina și dreptul înainte de a se alătura husarilor. La izbucnirea Primului Război Mondial, Binding, care avea patruzeci și șase de ani, a devenit comandantul unui escadron de dragoni. Cu excepția unei perioade de patru luni, în Galiția, în 1916, el s-a aflat pe tot parcursul războiului pe Frontul de Vest.
Jurnalul și scrisorile lui Binding, A Fatalist at War, au fost publicate în 1927. Poemele, povestirile și amintirile sale de război au apărut abia după moartea sa, în 1938.
Binding nu a fost niciodată membru al Partidului Național Socialist și s-a disociat public de una din acțiunile sale; dar relația lui cu mișcarea nazistă a fost destul de ambiguă deoarece el a văzut-o uneori ca un aspect al renașterii naționale germane.
În 1928 el a câștigat o medalie de argint la concursul liric de la Jocurile Olimpice pentru „Reitvorschrift für eine Geliebte” („Instrucțiunile unui călăreț pentru iubita lui”).
Începând din 1933 secretara sa particulară și interpreta de limba engleză a fost evreica germană Elisabeth Jungmann. Binding dorea să se căsătorească cu Jungmann, dar a fost împiedicat de Legile de la Nürnberg. Ea a devenit a doua soție a lui Sir Max Beerbohm în 1956.
În octombrie 1933 Binding a semnat Gelöbnis treuester Gefolgschaft, declarând loialitate și sprijin față de Adolf Hitler.

## Publicații
- Reitvorschrift für eine Geliebte (New edition: Olms, Hildesheim and others, 1995 ISBN: 3-487-08369-8)
- Der Opfergang. Eine Novelle. (53. edition, Insel, Frankfurt am Main 1993 ISBN: 3-458-08023-6)
- Das grosse Rudolf-G.-Binding-Buch. Eine Auswahl aus dem Werk. Bertelsmann, München 1979 ISBN: 3-570-05173-0
- Roger L. Cole: The Ethical foundations of Rudolf Binding's 'gentleman'-concept. The Hague and others: Mouton. 1966. (= Studies in German literature; 7)
- Kirstin M. Howard: The concept of honour in the context of the World War One. Accounts of Walter Flex, Rudolf G. Binding and Ernst Jünger. Dunedin, New Zealand: Univ. of Otago, Diss. 1996.
- Bernhard Martin: Dichtung und Ideologie. Völkisch-nationales Denken im Werk Rudolf Georg Bindings. Frankfurt am Main and others: Peter Lang. 1986. (= Europäische Hochschulschriften; Reihe 1; Deutsche Sprache und Literatur; 950) ISBN: 3-8204-9532-0
- Anton Mayer: Der Göttergleiche. Erinnerungen an Rudolf G. Binding. Potsdam: Rütten & Loening. 1939.
- Heinz Millotat: Rudolf G. Bindings erzählerisches Werk. Würzburg-Aumühle: Triltsch. 1939.
- Traude Stenner: Rudolf G. Binding. Leben und Werk. Potsdam: Rütten & Loening. 1938.